# Amphianthus bathybium
Amphianthus bathybium is een zeeanemonensoort uit de familie Hormathiidae.
Amphianthus bathybium is voor het eerst wetenschappelijk beschreven door Hertwig in 1882.